# For the Good Times: A Tribute to Ray Price
For The Good Times: A Tribute to Ray Price es un álbum de estudio del músico estadounidense Willie Nelson, publicado por la compañía discográfica Legacy Recordings en septiembre de 2016. Nelson, que fue un antiguo miembro de los Cherokee Cowboys de Price, grabó doce temas en los Ocean Way Studios de Hollywood a modo de tributo para su amigo, fallecido en 2013.
Tras su lanzamiento, el álbum debutó en el puesto cinco de la lista de álbumes country de Billboard y en el 84 en la lista Billboard 200 después de vender 7000 copias en su primera semana. En su segunda semana a la venta, vendió 26 000 copias en los Estados Unidos.

## Lista de canciones
| N.º | Título                                                       | Escritor(es)                               | Duración |  |
| 1.  | «Heartaches by the Number» (con The Time Jumpers)            | Harlan Howard                              | 3:05     |  |
| 2.  | «I'll Be There (If You Ever Want Me)» (con the Time Jumpers) | Rusty Gabbard, Ray Price                   | 2:10     |  |
| 3.  | «Faded Love»                                                 | Bob Wills, Johnny Lee Wills                | 5:24     |  |
| 4.  | «It Always Will Be»                                          | Willie Nelson                              | 3:34     |  |
| 5.  | «City Lights» (featuring the Time Jumpers)                   | Bill Anderson                              | 2:57     |  |
| 6.  | «Don't You Ever Get Tired» (con the Time Jumpers)            | Hank Cochran                               | 2:34     |  |
| 7.  | «Make the World Go Away»                                     | Hank Cochran                               | 3:03     |  |
| 8.  | «I'm Still Not Over You»                                     | Willie Nelson                              | 4:31     |  |
| 9.  | «Night Life»                                                 | Walt Breeland, Paul Buslirk, Willie Nelson | 3:19     |  |
| 10. | «Crazy Arms» (con the Time Jumpers)                          | Ralph Mooney, Charles Seals                | 2:44     |  |
| 11. | «Invitation to the Blues» (con the Time Jumpers)             | Roger Miller                               | 2:47     |  |
| 12. | «For the Good Times»                                         | Kris Kristofferson                         | 4:17     |  |

## Posición en listas
| Lista (2016)                        | Posición |
| ----------------------------------- | -------- |
| Bélgica (Ultratop flamenca)         | 182      |
| Estados Unidos (Billboard 200)      | 84       |
| Estados Unidos (Top Country Albums) | 5        |